# 안양 안양사 부도
안양사 부도는 대한민국 경기도 안양시 만안구 예술공원로 131번길 103, 안양사 대웅전 앞에 있는 팔각원당형의 석조 승탑이다. 2018년 7월 16일 안양시의 향토문화재 제3호로 지정되었다.

## 개요
대웅전 앞 안양사 귀부와 함께 놓여 있는 팔각원당형의 석조부도로, 일부 결실되었으나 하대석, 상대석 등 남아있는 부재들의 조형이 비교적 정교하다. 전체적인 조각수법으로 보아 고려시대 후반에 조성된 것으로 추정된다.